# El jardín de los Finzi-Contini (película)
El jardín de los Finzi-Contini (Il giardino dei Finzi-Contini) es una película italiana del año 1970 basada en la novela homónima de Giorgio Bassani, 
La película, que fue dirigida por Vittorio de Sica y contó con la actuación de Lino Capolicchio, Dominique Sanda y Helmut Berger, fue premiada con el Oso de Oro en el Festival de Berlín de 1971, el Premio David de Donatello a la mejor película el mismo año y el Óscar a la mejor película de habla no inglesa en 1972, habiendo sido también candidata al Óscar al mejor guion adaptado.
La película sigue con bastante fidelidad la trama de los capítulos centrales de la novela original, prescindiendo en buena medida de la primera parte, centrada en la infancia de los protagonistas, y por completo del prólogo y el epílogo, que se desarrollan catorce años después de los hechos principales. El guion fílmico se centra en los años de la Segunda Guerra Mundial, aprovechando la anécdota argumental de un amor juvenil frustrado para señalar el clima de pasividad y sumisión con que las familias judías acomodadas de Italia afrontaron el fascismo y la creciente persecución racial, en la medida en que, ligadas a los valores liberal-conservadores de la era prefascista y conscientes de sus privilegios de clase, sencillamente no podían creer que fueran a ser perseguidas en su propio país por la sola razón de un credo o un origen racial diferentes.
El jardín de los Finzi-Contini fue la primera aparición estelar de Dominique Sanda en Italia y uno de los primeros papeles de Helmut Berger en un largometraje, después de su debut con Visconti en La caída de los dioses. Ambos actores hubieron de ser doblados al italiano por actores de esta nacionalidad.

## Argumento

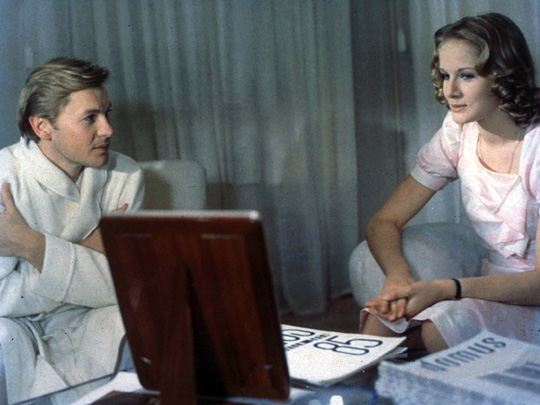
Alberto (Helmut Berger) y su hermana Micòl (D. Sanda).

La familia Finzi-Contini, intelectual y refinada, es también una de las más ricas y aristocráticas de la comunidad judía de Ferrara. Vive retraída en una lujosa mansión rodeada por un inmenso jardín. A partir de 1938, cuando en aplicación de las leyes raciales fascistas se prohíbe el acceso de los "no-arios" a los clubes deportivos de la ciudad, Alberto y Micòl, los hijos veinteañeros de la familia, invitan a jugar al tenis en su casa a otros jóvenes judíos menos adinerados. Entre ellos se encuentra Giorgio, que fue amigo de infancia de Micòl y que se enamora perdidamente de ella, que a su vez parece dispuesta a que entablen una relación. Sin embargo, Giorgio deja pasar la ocasión de declararse y Micòl marcha bruscamente a Venecia para finalizar su tesina de licenciatura. A su retorno, cuando Giorgio confiesa por fin su amor, Micòl lo rechaza, sin revelarle el verdadero motivo: que entretanto ha comenzado una relación con Giampiero Malnate, un joven comunista, amigo de su hermano Alberto y también de Giorgio (en la novela esta relación está solo sugerida, o más bien sospechada por el protagonista). Cuando descubre la verdad, Giorgio se siente doblemente traicionado: en su amistad y en su amor.
Todo este episodio triangular relativamente corriente se ve envuelto en las dramáticas vicisitudes históricas. La persecución racial se hará más y más opresiva según avanza la Segunda Guerra Mundial. Todos los jóvenes judíos que frecuentaban el jardín de los Finzi-Contini serán arrestados en 1943, salvo Giampiero Malnate, muerto en la campaña de Rusia, y el propio Alberto Finzi-Contini, muerto de enfermedad y sepultado en el ostentoso panteón familiar. El epílogo trágico de la deportación de Micòl y de toda la familia Finzi-Contini acaba por derribar sus ilusiones de aislamiento y por nivelar sus diferencias de clase con el resto de la comunidad judía de la ciudad, al someterlos a todos al destino común de la muerte en un campo de concentración en Alemania. Cuando los judíos son conducidos a una escuela próxima al Castillo de los Este como etapa previa a la deportación, Micòl y su abuela, separadas del resto de la familia, se encuentran con el padre de Giorgio, que las toma a su cuidado y les comunica su esperanza de que su hijo y el resto de su familia hayan podido huir al extranjero. La pantalla muestra entonces imágenes retrospectivas de los días felices de los partidos de tenis y la pista ahora vacía, acompañadas en la banda sonora de las notas de «El Malei Rachamim», el lamento fúnebre judío.

## Reparto
- Lino Capolicchio:[1] Giorgio
- Dominique Sanda: Micòl
- Helmut Berger: Alberto
- Fabio Testi: Giampiero Malnate

- Romolo Valli: Padre de Giorgio

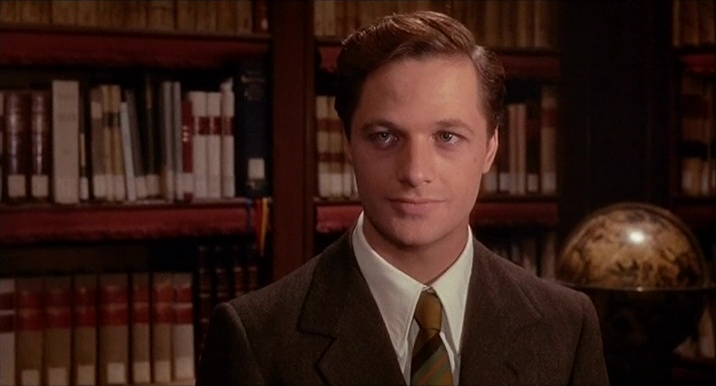
Lino Capolicchio en un fotograma de la película.

- Barbara Leonard Pilavin: Madre de Giorgio
- Camillo Cesarei: Prof. Ermanno Finzi-Contini, padre de Micòl
- Inna Alexeievna: Abuela de Micòl
- Katina Morisani: Olga Finzi-Contini, madre de Micòl
- Ettore Geri: Perotti, mayordomo de los Finzi-Contini